# Peter Klepatz
Peter Klepatz (* 18. November 1937 in Königsberg; † 13. März 2001 in Bremen) war ein deutscher Fußballspieler, der mit dem 1. SC Göttingen 05 in den Jahren 1967 und 1968 an den Aufstiegsspielen zur Fußball-Bundesliga teilnahm.

## Laufbahn

### Amateur, bis 1966
Im Bremer Norden, bei den Blau-Roten vom Blumenthaler SV, im dortigen Burgwall-Stadion, verdiente sich der junge Fußballer Peter Klepatz die ersten sportlichen Meriten. In der Saison 1958/59 gewann er mit dem BSV die Landesmeisterschaft in der Verbandsliga Bremen und konkurrierte in der Aufstiegsrunde zur Oberliga Nord mit dem VfB Lübeck, VfB Oldenburg und dem Eimsbütteler TV. An der Seite von Mitspieler Helmut Mrosla glückte zwar am 10. Mai 1959 beim späteren Aufsteiger VfB Lübeck ein 2:1-Auswärtserfolg, am Ende belegte aber der Blumenthaler SV mit 4:8 Punkten den 3. Rang in der Oberligaaufstiegsrunde. Mit Trainer Erich Hänel wurde 1963/64 wiederum der Meisterschaftsgewinn gefeiert, aber ebenso musste in der Aufstiegsrunde zur Regionalliga Nord die Überlegenheit von SC Göttingen 05, VfL Pinneberg und FC Kilia Kiel erfahren werden.
Nach der Vizemeisterschaft in der Saison 1964/65 bestritt Peter Klepatz mit Blumenthal gegen den BC Augsburg ein Spiel um die deutsche Amateurmeisterschaft.
Jetzt war auch der DFB auf den Fußballer aus Bremen aufmerksam geworden. Klepatz debütierte am 2. Mai 1965 beim Länderspiel in Heilbronn gegen Italien als rechter Außenläufer in der deutschen Fußballnationalmannschaft der Amateure. Zwei weitere Einsätze am 15. Mai und 2. Juni folgten gegen Thailand bzw. Holland.
Mit Blumenthal erlebte er überraschenderweise in der Runde 1965/66 den Kampf um den Klassenerhalt. Für die DFB-Amateure absolvierte Klepatz in dieser Saison aber noch weitere vier Länderspiele. Sein siebter und letzter Einsatz war die Begegnung am 29. Juni 1966 in Bamberg gegen die Türkei im Wettbewerb des UEFA Amateur Cup. Beim 1:0-Sieg erzielte er das Siegtor und bildete mit Dieter Zorc und Friedrich Giegeling die spielprägende Läuferreihe. Zur Runde 1966/67 nahm er das Angebot des Regionalligisten Göttingen 05 an und beendete seine Aktivität beim Blumenthaler SV.

### Regionalliga Nord, 1966 bis 1970
Der Bremer gehörte sofort der Stammelf von Trainer Fritz Rebell bei Göttingen 05 an. Die 05er wiederholten die Vizemeisterschaft des Vorjahres und zogen 1967 in die Aufstiegsrunde zur Bundesliga ein. Gegen Alemannia Aachen, Kickers Offenbach, 1. FC Saarbrücken und Tennis Borussia Berlin hatten die Niedersachsen aber keine Aufstiegschance. Der Ex-Amateurnationalspieler hatte alle acht Spiele in der Aufstiegsrunde absolviert, zumeist als Außenläufer an der Seite von Mittelläufer Reinhard Roder. Im zweiten Jahr in Göttingen landete der SC wiederum auf dem zweiten Rang und zog damit auch wieder in die Aufstiegsrunde ein. Dies war überraschend, denn im Sommer 1967 wechselten mit Reinhard Roder und Dietmar Mürdter zwei Leistungsträger zum 1. FC Köln in die Bundesliga. Die 68er-Aufstiegsrunde begann für den jetzt die Mittelläuferposition einnehmenden Klepatz mit einem imponierenden 3:0-Heimsieg vor 18.000 Zuschauern gegen den SV Alsenborn. Da auch die folgenden Heimspiele gegen Bayern Hof (3:1), Hertha BSC (0:0) und Rot-Weiss Essen (1:0) erfolgreich bestritten wurden, verhinderten eindeutig die knappen Auswärtsniederlagen bei Hertha BSC (0:1 in der 84. Minute), RW Essen (0:1 in der 88. Minute durch Willi Lippens) und die 2:3-Niederlage in Alsenborn, für Klepatz und seine Mannschaftskameraden mehr als nur eine respektable Aufstiegsrunde 1968 gespielt zu haben. In den nächsten zwei Runden landete Göttingen mit dem Routinier Peter Klepatz auf den Plätzen vier und fünf in der Regionalliga Nord. Nach 116 Einsätzen beendete der Ex-Bremer seine Karriere bei Göttingen 05.